# Basilio Maria Barral
Basilio Maria Barral, né le 3 novembre 1901 à Ourense en Galice et mort le 25 mai 1992 à Vigo est un missionnaire espagnol et linguiste spécialiste en langues amérindiennes et traducteur de la langue warao.

## Biographie
Le père missionnaire espagnol, Basilio Maria Barral arriva au Venezuela en 1931. Il s'installa dans l'État de Delta Amacuro. En 1939, il devint le père supérieur de la mission catholique d'Amacuro. 
Pendant une cinquantaine d'années, il va partager sa vie avec les Warao. Il étudiera leur langage et les différents dialectes. Il rédigera plusieurs ouvrages spécialisés et dictionnaires bilingues.